# کارل هاریس
کارل هاریس (آلمانی: Carl Harries؛ ۵ اوت ۱۸۶۶ – ۳ نوامبر ۱۹۲۳) شیمی‌دان اهل آلمان بود.